# Lively (otok)
Otok Lively (špa. Isla Bougainville) najveći je u skupini otoka Lively Falklandskog otočja. Skupina otoka nalazi se istočno od istočnog Falklanda. Otok Lively najveći je otok bez štakora na Falklandima, zbog čega je važan za ptičji svijet. Na otoku se nalazi i farma ovaca.

## Povijest
Španjolski naziv, Isla Bougainville (poput Port Louisa) nazvan je po francuskom moreplovcu Louisu de Bougainvilleu koji je osnovao prvo naselje u arhipelagu 1760-ih.
Krajem 19. i početkom 20. stoljeća otok je bio u vlasništvu Georgea Cobba. Prodana je nakon Prvog svjetskog rata radi plaćanja poreza.
U Falklandskom ratu bitka kod Seal Covea odigrala se u blizini otoka Lively. Seal Cove je zaljev u istočnom Falklandu točno na zapadu otoka.

## Opis
Živahni otok ima površinu od 55,85 km2. Najviša mu je točka 37 m iznad mora. Postoji nekoliko potoka i ribnjaka, od kojih je najveći Enderby Pond, površine 7 hektara, važno mjesto za ptice močvarice. Lively je bez štakora, ali nakon stoljeća i pol ispaše malo je ostalo trave Poa flabellata i ima mnogo velikih područja erodiranog tla.
Otok Lively okružen je drugim, manjim otocima i otočićima iz skupine otoka Lively. Neki od tih otočića povezani su pješčanim sprudovima s otokom Lively. Sjeveroistočni otok udaljen je samo 350 m od obale Livelyja, i na njemu su 2003. godine sustavno iskorjenjeni štakori. (Ostali otoci Lively su slobodni od štakora.)

## Važno područje za ptice
BirdLife International označio je grupu Lively Island kao važno područje za ptice. Ptice za koje je ovo područje od značaja za očuvanje uključuju patke Tachyeres brachypterus, guske Chloephaga rubidiceps, žutonoge pingvine (650 parova koji se gnijezde), magelanove pingvine, velike burnjake (40 parova), Melanodera melanodera, Cinclodes antarcticus i Troglodytes cobbi.

## Vanjske poveznice
- Satellite photo of Lively Island Arhivirana inačica izvorne stranice od 23. prosinca 2010. (Wayback Machine)
- Instagram page of Lively Island - includes information and pictures about farming on Lively's and wildlife